# Pastell

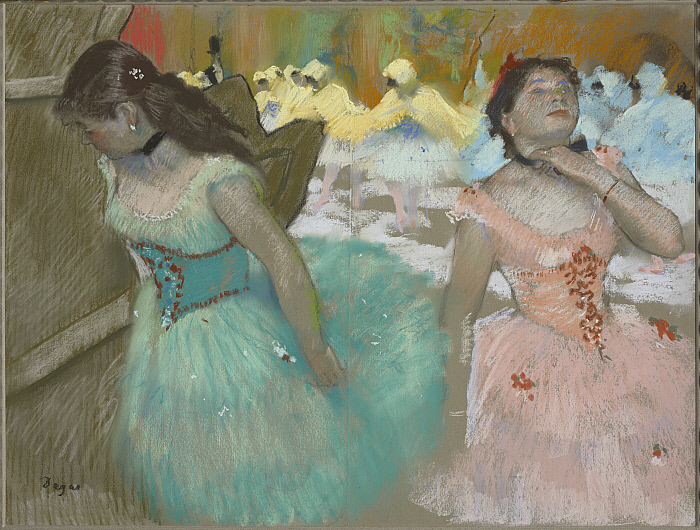
Balettscen av Edgar Degas.

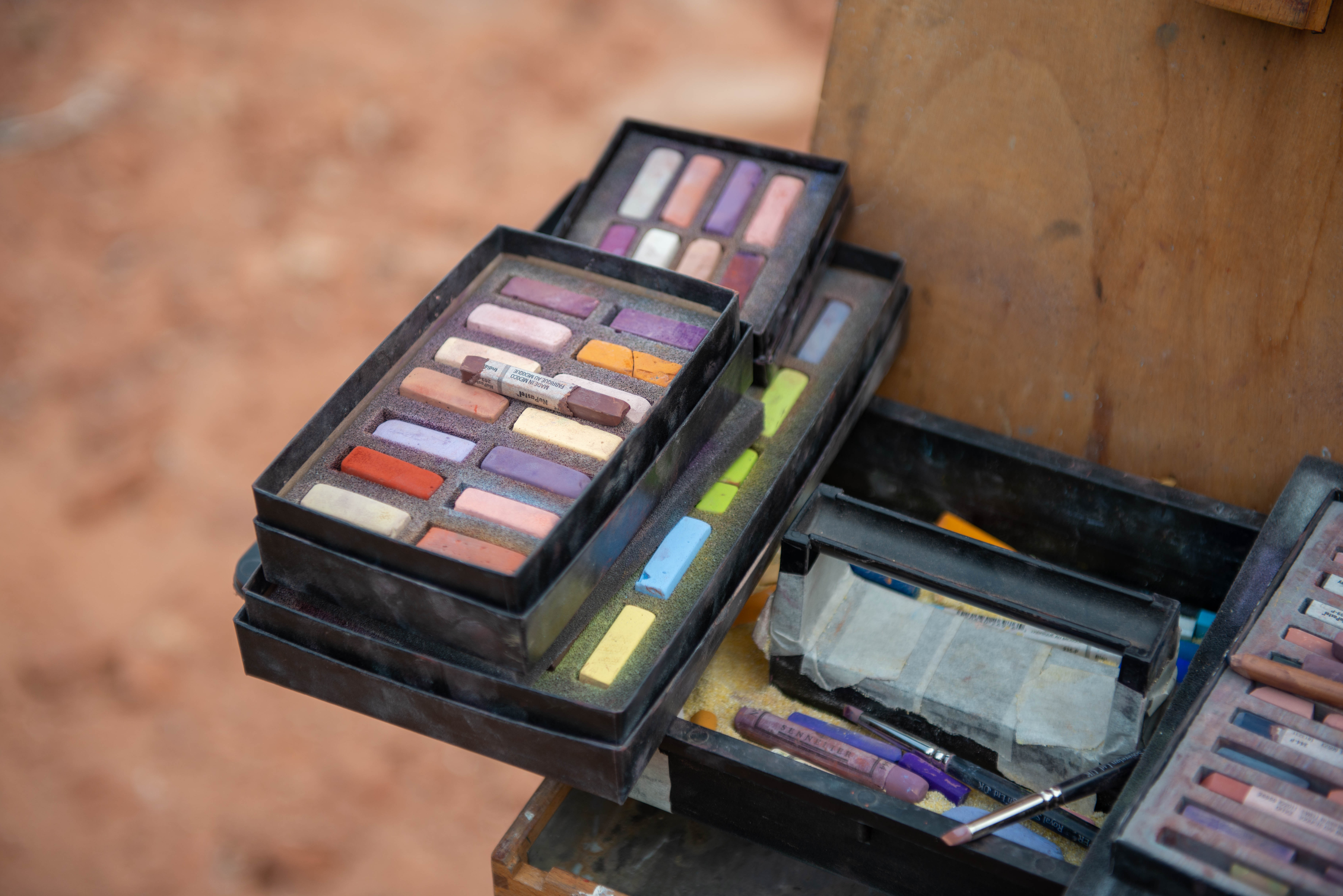
Pastellkritor.

Pastell (av italienska pastello, av pasta, "deg") är en målning som är utförd med torra färgkritor bestående av pulvriserad kalk, färgpulver och ett bindemedel..

## Historik
En form av pastellkritor var i bruk på 1400-talet, men tekniken utvecklades helt först på 1700-talet, en period som uppskattade dess subtila charm och möjligheter till ljusskildringar. Den återupplivades av Edgar Degas och hans verk i pastell påverkade i sin tur impressionisterna.
En pastellmålning är mycket känslig för beröring och den färdiga tavlan måste alltid glasas. För att förhindra oönskade effekter av beröring kan också så kallad fixativ sprayas över tavlan.

## Pastellfärger som färgskala
Pastellfärg som begrepp avser en ljus och lite dämpad färg som till exempel ljusblått eller persikofärgat. Alla pastellfärger kommer fram genom att man blandar, till exempelvis blått med vitt så blir det pastellblått.
|                                     |        |               |
| Pastellfärger för webben, ett urval |        |               |
| HTML namn                           | RGB    | RGB           |
| HTML namn                           | Hex    | Decimal       |
| LightSalmon                         | FFA07A | 255, 160, 122 |
| Bisque                              | FFE4C4 | 255, 228, 196 |
| PapayaWhip                          | FFEFD5 | 255, 239, 213 |
| AntiqueWhite                        | FAEBD7 | 250, 235, 215 |
| Linen                               | FAF0E6 | 250, 240, 230 |
| FloralWhite                         | FFFAF0 | 255, 250, 240 |
| Beige                               | F5F5DC | 245, 245, 220 |
| LightYellow                         | FFFFE0 | 255, 255, 224 |
| Cornsilk                            | FFF8DC | 255, 248, 220 |
| OldLace                             | FDF5E6 | 253, 245, 230 |
| Ivory                               | FFFFF0 | 255, 255, 240 |
| LightCoral                          | F08080 | 240, 128, 128 |
| Pink                                | FFC0CB | 255, 192, 203 |
| MistyRose                           | FFE4E1 | 255, 228, 225 |
| Seashell                            | FFF5EE | 255, 245, 238 |
| Thistle                             | D8BFD8 | 216, 191, 216 |
| Lavender                            | E6E6FA | 230, 230, 250 |
| LavenderBlush                       | FFF0F5 | 255, 240, 245 |
| LightSteelBlue                      | B0C4DE | 176, 196, 222 |
| LightBlue                           | ADD8E6 | 173, 216, 230 |
| PowderBlue                          | B0E0E6 | 176, 224, 230 |
| AliceBlue                           | F0F8FF | 240, 248, 255 |
| GhostWhite                          | F8F8FF | 248, 248, 255 |
| DarkSeaGreen                        | 8FBC8F | 143, 188, 143 |
| Honeydew                            | F0FFF0 | 240, 255, 240 |
| PaleTurquoise                       | AFEEEE | 175, 238, 238 |
| LightCyan                           | E0FFFF | 224, 255, 255 |
| Azure                               | F0FFFF | 240, 255, 255 |
| MintCream                           | F5FFFA | 245, 255, 250 |
| SlateGray                           | 708090 | 112, 128, 144 |
| LightGray                           | D3D3D3 | 211, 211, 211 |
| Gainsboro                           | DCDCDC | 220, 220, 220 |
| WhiteSmoke                          | F5F5F5 | 245, 245, 245 |
| Snow                                | FFFAFA | 255, 250, 250 |